# Инцелль
Инцелль (нем. Inzell) — община в Германии, в земле Бавария. Горноклиматический курорт. Расположен в 8 км от границы с Австрией в предгорьях Зальцбургских Альп.
Подчиняется административному округу Верхняя Бавария. Входит в состав района Траунштайн. Население составляет 4490 человек (на 31 декабря 2010 года). Занимает площадь 45,35 км².

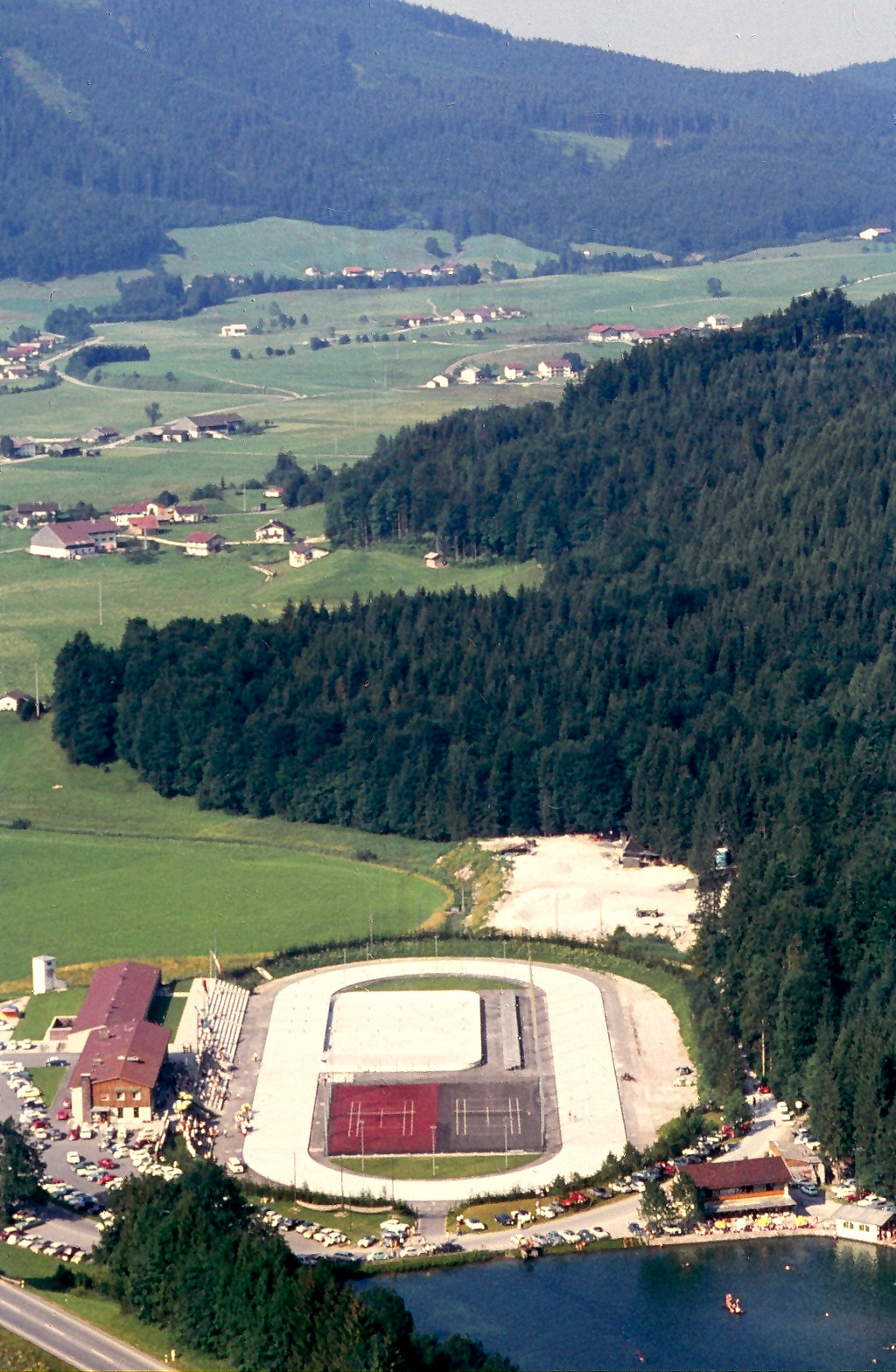
Инцелль в 1960-е годы, вид на каток и долину

## Спорт
В Инцелле расположен конькобежный каток, открытый в 1965 году. В 2011 году был переоборудован, покрыт крышей и получил название Макс Айхер Арена. На катке неоднократно проходили чемпионаты Европы и мира по конькобежному спорту.